# ستيف إليوت
ستيف إليوت (بالإنجليزية: Steve Elliott)‏ (29 أكتوبر 1978 بدربي في المملكة المتحدة - ) هو لاعب كرة قدم بريطاني في مركز الدفاع. شارك مع منتخب إنجلترا تحت 21 سنة لكرة القدم. أما مع النوادي، فقد لعب مع ديربي كاونتي ونادي بريستول روفيرز ونادي بلاكبول ونادي باث سيتي ونادي تشيلتنهام تاون لكرة القدم.

## وصلات خارجية
- ستيف إليوت على موقع قاعدة بيانات كرة القدم.إي يو (الإنجليزية)
- ستيف إليوت على موقع Soccerbase.com (لاعب) (الإنجليزية)
- ستيف إليوت على موقع عالم كرة القدم.نت (الإنجليزية)